# اللغثيط تو جينيكو

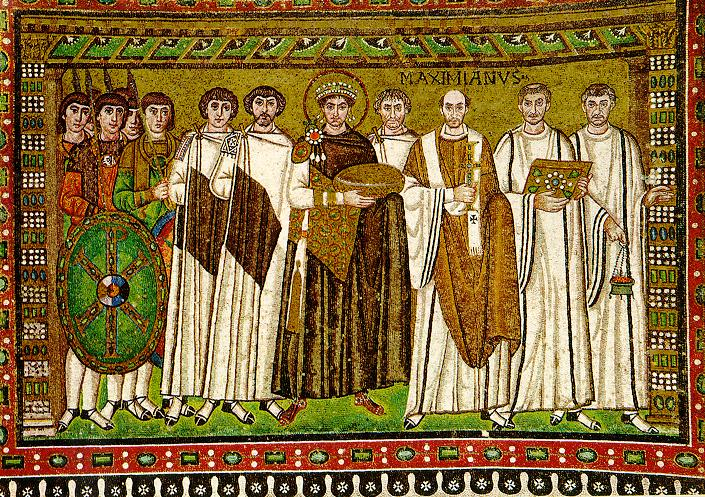

اللغثيط تو جينيكو ((باليونانية: λογοθέτης τοῦ γενικοῦ)‏)، يُسمي أحياناً جينيكوس لغثيط أو ببساطة هو جينيكوس (باليونانية: ὁ γενικόςὁ γενικός)، وعادة ما تقال باللغة الإنجليزية بـ الجنرال اللغثيط كان مسؤولا عن "وزارة المالية العامة"، الجينيكوس اللغثيط في وسط الإمبراطورية البيزنطية.

## مزيد من الإطلاع
- Guilland, Rodolphe (1971). "Les Logothètes: Etudes sur l'histoire administrative de l'Empire byzantin". Revue des études byzantines (بالفرنسية). 29 (29): 5–115. DOI:10.3406/rebyz.1971.1441. Archived from the original on 2015-09-24. صيانة CS1: لغة غير مدعومة (link)